# 格里韦讷
格里韦讷（法語：Grivesnes，法語發音：[ɡʁivɛn]）是法国上法兰西大区索姆省的一个市镇，位于该省南部偏东，属于蒙迪迪耶区。

## 地理
格里韦讷（49°41'15"N, 2°28'15"E）面积18.75 平方千米，位于法国上法蘭西大區索姆省，该省份为法国北部沿海省份，北起加来海峡省和北部省，西接滨海塞纳省和大西洋英吉利海峡，南至瓦兹省，东临埃纳省。
与格里韦讷接壤的市镇（或旧市镇、城区）包括：欧布维莱尔、康蒂尼、库勒梅勒、埃斯克兰维莱尔、方丹苏蒙迪迪耶、马尔帕尔、马雷斯特蒙捷、索维莱尔-蒙吉瓦勒、苏尔东、托里、维莱图尔内勒。
格里韦讷的时区为UTC+01:00、UTC+02:00（夏令时）。

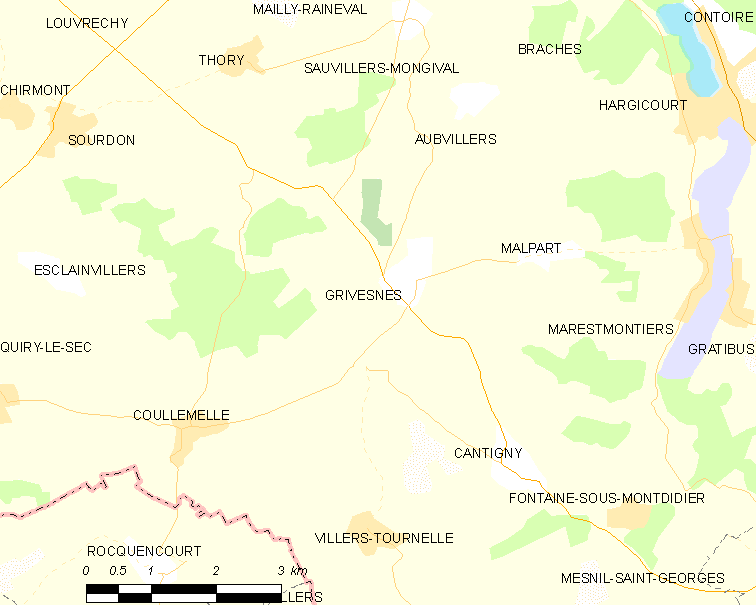
格里韦讷的OSM定位图

## 行政
格里韦讷的邮政编码为80250，INSEE市镇编码为80390。

## 政治
格里韦讷所属的省级选区为努瓦河畔阿伊县。

## 人口

1962-2008年间格里韦讷人口变化图示

格里韦讷于2022年1月1日时的人口数量为410人。